# إوين وارين
إوين وارين (بالإنجليزية: Eoin Wearen)‏ (2 أكتوبر 1992 بدبلن في جمهورية أيرلندا - ) هو لاعب كرة قدم أيرلندي في مركز الوسط. شارك مع منتخب جمهورية أيرلندا تحت 17 سنة لكرة القدم ومنتخب جمهورية أيرلندا تحت 20 سنة لكرة القدم. أما مع النوادي، فقد لعب مع نادي بوهيميان ونادي سليغو روفرز ووست هام يونايتد وداغنهام وريدبريدج.

## وصلات خارجية
- إوين وارين على موقع الاتحاد الأوربي (الإنجليزية)
- إوين وارين على موقع قاعدة بيانات كرة القدم.إي يو (الإنجليزية)
- إوين وارين على موقع Soccerbase.com (لاعب) (الإنجليزية)